# 八木将康
八木 将康（やぎ まさやす、1987年8月28日 - ）は、日本の俳優。劇団EXILEのメンバー。
北海道苫小牧市出身。LDH JAPAN所属。

## 略歴
駒澤大学附属苫小牧高等学校を卒業後、札幌の大学に進学した。
2010年、「VOCAL BATTLE AUDITION 2」に参加しファイナリストとなるも落選する。
2012年、劇団EXILEに加入し俳優として活動を開始する。

## 人物
- 本名である「将康」という名前の由来は「徳川家康」から[5]。
- 兄の影響で野球を始め[6]、同じ野球チームに所属していた[7]。駒大苫小牧高校時代の野球部は1学年下に田中将大がいた[8]。2005年の第77回選抜高等学校野球大会でベンチ入りし甲子園に出場した[8]。

### 番組の企画
- 2018年、ファンクラブ会員向け動画配信サービス『LDH TV』で、三代目J Soul Brothersの登坂広臣とELLYが、八木の歌手デビューをプロデュースする企画「SUPER STAR PROJECT」が配信された。同年10月19日に"CRAZY四角形"名義の配信シングル「WANAWANA」をリリースした[1]。
- 2019年1月、ファンクラブ会員向け動画配信サービス『LDH TV』で、ギネス世界記録に挑戦する企画が配信された。八木は劇団EXILEの鈴木伸之とペアで「1分間でもっとも多く箸でマシュマロをキャッチした回数」のギネス世界記録を更新した[9][10]。同年6月には、個人で「1分間でもっとも多く顎でカウンターベルを鳴らした回数」、鈴木とペアで「1分間でもっとも多くマシュマロを口でキャッチした回数」のギネス世界記録を更新した[10]。

### 家族
- 兄が1人、弟が1人いる。兄はEXILEのSHOKICHI[4]。
- 2019年8月29日に7歳下の一般女性と結婚[8]。2020年1月に第1子男児[11]、2022年5月に第2子男児が誕生した[11]。

## 出演

### 舞台
- 方南ぐみ×劇団EXILE「あたっくNo.1」（2012年8月 - 9月）
- BASARA（2012年12月） - 月城 役
- 吾輩は坊さんである（2013年3月）
- 劇団EXILE公演「あたっくNo.1」（2013年8月 - 9月）
- ムッシュ!（2013年10月 - 11月）
- 劇団EXILE公演「SADAKO〜誕生悲話〜」（2013年5月）
- 華アワセ（2014年1月）
- 劇団EXILE公演「歌姫」（2014年3月）
- 劇団EXILE公演「あたっくNo.1」番外編 朗読劇『眉毛一族の陰謀』（2014年4月）
- 劇団EXILE公演「THE 面接」（2014年7月)
- 劇団EXILE公演「それいけ小劇場!!」（2014年10月） - 渋谷K介 役[12]
- 劇団EXILE公演「Tomorrow Never Dies 〜やってこない明日はない〜」（2015年2月 - 3月） - 河嶋大悟 役[13]
- 方南ぐみ企画公演「Bomber-Man / 初夏の浅草の秘密」（2015年7月）
- 方南ぐみ企画公演朗読劇 「逢いたくて...」（2016年10月）
- ジーザス・クライスト・レディオスター（2018年12月）
- 春の修学旅行『妖怪! 百鬼夜高等学校』～一条通と付喪神～（2019年2月 - 3月） - かまいたち達 役（ゲスト）
- Takayuki Suzui Project Vol.5 OOPARTS「リ・リ・リストラ～仁義ある戦い・ハンバーガー代理戦争」（2019年8月 - 9月） - 主演・龍崎虎次郎 役
- 勇者のために鐘は鳴る（2020年1月 - 2月） - うまなり 役[14]
- BOOK ACT「芸人交換日記」（2020年2月）[15]
- 方南ぐみ企画公演 朗読劇「青空」（2021年3月）
- "STRAYDOG"Produce『夕凪の街 桜の国』（2021年8月）
- "STRAYDOG"Produce『海街diary』（2022年3月 - 4月）[16]
- 萬腹企画14杯目「ハガネノコドウ A-E」（2022年5月）[17]
- 丸裸刑事（2022年6月） - 東山力 役[18]
- DARKNESS HEELS〜THE LIVE〜2022（2022年9月） - ウルトラマンベリアル 役[19]
- 萬腹企画15杯目「恋愛疾患特殊医療器 a-xブラスター」（2022年11月）
- BOOK ACT「僕らは人生で一回だけ魔法が使える」（2023年1月）[20]
- BOOK ACT「運命警察」（2023年1月）[20]
- 方南ぐみ企画公演朗読劇2023「おさんぽ」あの空を。（2023年1月）[21]
- THE 面接（2023年7月）[22]
- スターライドオーダー（2023年9月16日）[23]
- トレインライドシアター「このレールはドラマチック」（2023年11月） - ⼭本⼀⾺ 役[24]
- 朗読劇「夢から醒めない夢を見よ。」（2023年12月）[25]
- バンク・バン・レッスン（2024年2月）[26]
- リーディングホラー「親指さがし」（2024年7月） - 五十嵐智彦 役[27]
- 素敵なカミングアウト（2024年9月） - 苫米地道彦 役（Team STAR）[28]
- 丸裸刑事 NO SEEK, NO FIND（2024年11月）[29]
- 舞台「Take Me Out」2025（2025年5月 - 6月） - キッピー・サンダーストーム 役[30]

### 映画
- ゲバルト（2013年） - 潮崎貴 役
- スキマスキ（2015年） - マサジ 役 [31]
- TRASH / トラッシュ （2015年） - 森崎宏太 役 [32]
- 流れ星が消えないうちに（2015年） - 山崎圭吾 役
- ROAD TO HiGH&LOW（2016年） - 伊集院甲 役
  - HiGH&LOW THE MOVIE（2016年）
  - HiGH&LOW THE MOVIE 2 / END OF SKY（2017年）
  - HiGH&LOW THE MOVIE 3 / FINAL MISSION（2017年）
  - DTC -湯けむり純情篇- from HiGH&LOW（2018年）
- 愛の病（2018年） - アキラ 役
- jam（2018年） - 金城 役
- 癒しのこころみ〜自分を好きになる方法〜（2020年） - 碓氷隼人 役[33]
- ウェディング・ハイ（2022年） - 黒田洋一 役[34]
- 俺と○○○すれば売れる（2022年） - 桐原 役 [35]
- KATACHI（2022年） - 主演[36]
- Starting Over（2023年）[37]
- サラリーマン金太郎【魁】編（2025年）[38]
- リブートメン 〜眠らぬ街のコンカフェ探偵〜（2025年）[39]

### テレビドラマ
- GTO（2014年7月 - 9月、関西テレビ）
- ワイルド・ヒーローズ（2015年4月 - 6月、日本テレビ） - 神部剛 / ピーちゃん 役
- HiGH&LOW〜THE STORY OF S.W.O.R.D.〜（2015年10月 - 12月、日本テレビ） - 伊集院甲 役[40]
  - HiGH&LOW Season2（2016年4月 - 6月）
- 毒島ゆり子のせきらら日記（2016年4月 - 6月、TBS） - 野村新太郎 役[41]
- さぼリーマン甘太朗 第5話（2017年8月、テレビ東京） - 五ヶ瀬宏樹 役
- 妖怪! 百鬼夜高等学校（2018年10月 - 12月、BS日テレ） - かまいたち 役（友情出演）
- 実録ドラマ 3つの取調室 〜埼玉愛犬家連続殺人事件〜（2020年10月、フジテレビ） - 栗本圭吾 役[42]
- 全力で、愛していいかな? 第6話 - （2023年、テレビ東京）[43]
- ドラフトキング 第7話 - 最終話（2023年4月、WOWOW） - 宮里幸太郎 役[44]
- まどか26歳、研修医やってます! 第5話・第6話（2025年2月11日・18日、TBS） - 工藤英治 役[45]
- あんぱん（2025年5月、NHK） - 瓜田朝雄 役[46]

### オリジナルビデオ
- CONNECT 覇者への道1（2024年） - 「ビルドアップ」社長

### 配信ドラマ
- Love or Not（2017年3月 - 5月[47]、dTV・FOD） - 矢吹草太 役
  - Love or Not 2（2018年10月 - 11月）
- 家族になれたら（2017年12月[48] - 2018年1月、Twitter） - 弓削一矢 役
- 恋するための8つの法則（2019年7月 - 8月、dTVチャンネル） - ジョニー 役
- JAM -the drama-（2021年8月 - 10月、ABEMA） - 金城 役[49]
- SCRUM スクラム エピソード0（2024年10月、DMM TV） - 大高銀治 役[50]
  - SCRUM スクラム 〜西東京不動産物語〜（2025年5月）[51]

### 配信番組
- 今日、好きになりました。 第3弾（2017年10月 - 11月、AbemaTV） - 恋愛見届け人[52]

### テレビ番組
- EXILE TRIBE 男旅（2014年5月 - 2023年、UHB）[53][54]
- 発掘!お宝ガレリア（2016年 - 2017年、NHK総合） - キュレーター
- 劇団EXILEがゴルフを始めて100日間で100切りを目指すTV（2021年3月 - 5月、テレビ東京）[55]
- バーディーラッシュ!!（2021年 - 、BSフジ）[56]

### ラジオドラマ
- サタデードラマハウス "美男子劇場" 第十六弾ストーリー「ハジける男」（2016年4月2日 - 30日、JFN）[57] 中山課長、レポーター桃山、車掌（アナウンス）、映画館のアナウンス嬢、映画館の客 役 [58]
- サタデードラマハウス "美男子劇場" 第十九弾ストーリー「ダンシン・イン・ザ・ナーサリー」（2016年10月、JNF） 原口卓郎、星野キミ 役 [59]

### CM
- J-POWER 電源開発株式会社（2015年）[60]
- 日清「カップヌードル」（2018年）[61]
- ユーエスエス「GO!!電帳」（2023年）[62]

### ミュージックビデオ
- EXILE SHOKICHI「Futen Boyz」（2018年）[63]

## 作品

### 配信シングル
CRAZY四角形 名義
- WANAWANA（2018年10月19日）[1]

### 参加作品
| 発売日         | 曲名                                                    | 収録作品                                |
| -------------- | ------------------------------------------------------- | --------------------------------------- |
| 2020年9月30日  | ○×△□ 〜まる・ばつ・さんかく・しかく〜 feat. CRAZY四角形 | lovely²「○×△ 〜まる・ばつ・さんかく〜」 |
| 2021年12月15日 | L・A・S・T                                              | ACTORS☆LEAGUE『ACTORS☆LEAGUE 2021』     |

## プロデュース
- 小澤雄太・八木将康プロジェクト「OZAYASU」
  - 舞台『丸裸刑事』（2022年）[18]
  - 舞台『丸裸刑事 NO SEEK, NO FIND』（2024年）[29]